# Pristimantis punzan
Espèce
Pristimantis punzan est une espèce d'amphibiens de la famille des Craugastoridae.

## Répartition
Cette espèce est endémique de la province de Tungurahua en Équateur. Elle se rencontre entre 2 500 et 2 740 m d'altitude sur le flanc Est du Tungurahua.

## Description
Les 3 spécimens adultes mâles observés lors de la description originale mesurent entre 19,90 mm et 21,80 mm de longueur standard et le spécimen adulte femelle observé lors de la description originale mesure 30,1 mm de longueur standard.

## Étymologie
Son nom d'espèce lui a été donné en référence à son lieu de découverte, San Antonio de Punzan.

## Publication originale
- Reyes-Puig, Reyes-Puig, Rámirez-Jaramillo, Pérez-L. & Yánez-Munoz, 2015 "2014" : Tres nuevas especies de ranas terrestres Pristimantis (Anura: Craugastoridae) de la cuenca alta del Río Pastaza, Ecuador/Three new species of terrestrial frogs Pristimantis (Anura: Craugastoridae) from the upper basin of the Pastaza River, Ecuador. Avances en Ciencias e Ingenieras, Quito, Seccion B, vol. 6, p. 51–62 (texte intégral).